# Investigació preclínica
En el desenvolupament de fàrmacs, la investigació preclínica o el desenvolupament preclínic (també anomenat estudis preclínics i estudis no clínics), és una etapa d'investigació que comença abans que puguin començar els assajos clínics (proves en humans) i durant la qual es recopilen dades importants de viabilitat, proves reproductibilitat i seguretat del medicament, normalment en animals de laboratori.
Els principals objectius dels estudis preclínics són determinar una dosi inicial i segura per al primer estudi en humans i avaluar la possible toxicitat del producte, que normalment inclou productes mèdics nous, medicaments amb recepta i productes de diagnòstic.
De mitjana, només un de cada 5.000 compostos que podrien esdevenir fàrmacs en l'etapa de desenvolupament preclínic es converteix en un medicament aprovat.